# Gonomyia capnitis
Gonomyia capnitis är en tvåvingeart som beskrevs av Alexander 1948. Gonomyia capnitis ingår i släktet Gonomyia och familjen småharkrankar. Inga underarter finns listade i Catalogue of Life.